# Линц
Линц је трећи по величини град у Аустрији, смештен у северном делу државе. Линц је управно, привредно и културно средиште покрајине Горње Аустрије, где чини засебан градски округ. Линц је познат по добро лепом старом градском језгру, али и као средиште аустријске тешке индустрије. Линц је 2009. био Културна престоница Европе.

## Порекло назива
Порекло назива града је везано још за праисторију, када је ово подручје насељавали Келти. Они су основали насеље на овом месту под именом Лентос (Lentos), који су касније Римљани преиначили у Лентија (Lentia), а у раном средњем веку германска племена су преузела назив поједноставивши га у данашњи Линц (Linz).

## Географске одлике
Линц се налази у северном делу Аустрије, близу чешке границе (око 30 км). Престоница Беч удаљена је око 200 км источно или 2 и по часа вожње.
Рељеф: Линц се сместио на стратешки важном месту у пространој котлини у горњем Подунављу, средишњем делу Горње Аустрије. Град се образовао на брегу изнад Дунава, на стратешки важном раскршћу пловних и копнених путева.
Клима: Клима у граду је умерено континентална са благим утицајем планинске климе са оближњих Алпа (правац дувања ветрова, зимски снег).
Воде: Кроз град протиче важна река Дунав, а у јужном делу граду у њега утиче мања река Траун. Положај града на Дунаву је био веома важан за развој Линца и његове привреде.

## Историја
Линц су основали Римљани, који су га звали "Lentia", а пре тога је ту била келтско насеље "Lentos". За време Светог римског царства био је седиште обласних и локалних влада и био је значајан по трговини са многим крајевима на обе стране Дунава, од Чешке и Пољске до Балкана и Италије. Једно кратко време био је најзначајнији град царства, јер је хабзбуршки цар Фридрих III од Хабзбурга ту провео своје задње дане. После смрти цара 1493. године поново су Беч и Праг постали важнији. Значајан становник града био је Јохан Кеплер. Адолф Хитлер и филозоф Лудвиг Витгенштајн су похађали школу у Линцу.
Кратко пре и за време Другог светског рата Линц је израстао у велики индустријски центар. Ту се производио челик и хемикалије за ратне потребе. Многе фабрике су биле растављене у Чехословачкој и састављене у Линцу. Хитлер је имао велике архитектонске планове везане за Линц. Линц је био град у коме је некада живео, па је намеравао да од њега створи културну престолницу Трећег рајха. Крај Линца се налазио део концентрационог логора Маутхаузен, који је био задњи ослобођени концентрациони логор. Главни логор Маутхаузен је 25 km удаљен од Линца.

## Економија
Линц је веома развијен индустријски град. У држави је познат као средиште аустријске тешке индустрије. Највећи челични концерн је Весталпина АГ, која је позната по ЛД поступку производње челика. Има промет око 5,85 милијарди евра. У Линцу се налази и произвођач слаткиша ПЕЗ (PEZ). Град се налази на главној аустријској железничкој линији, која повезује Беч са Немачком и Швајцарском.

## Туристичке знаменитости и култура
Линц има очувано старо градско језгро. Главна улица води на главни трг, где се налази „стуб куге“, као сећање на све умрле од куге у Линцу. Замак се налази на истом месту где је била грађена римска тврђава и где је било седиште цара Фридриха III. Ту се налази најстарија аустријска црква, која је грађена у доба Каролинга. Катедрала свете Марије почела се градити 1855. године, а изграђена је 1924. године и представља највећу, али не и највишу катедралу у Аустрији.
Брукнерхауз је концерна дворана, која је добила име по Антону Брукнеру, који је рођен крај Линца. Концерна дворана се налази само 200 m од замка. Лентос уметнички музеј је отворен 2003. године и представља један од најзначајнијих музеја модерне уметности у Аустрији. Између Брукнерхауза и Лентоса је парк уз Дунав, који млади користе за сусрете и за фестивале током љета.
Заједно са литванским Вилњусом Линц је 2009. године био европска престолница културе.

## Становништво
| 1981.   | 1991.   | 2001.   | 2011.   |
| ------- | ------- | ------- | ------- |
| 199.910 | 203.044 | 183.504 | 189.889 |

По процени из 2016. у граду је живело 203012 становника и по томе је то трећи по величини град у држави. Градска агломерација има близу 300.000 становика. Метрополитенско подручје Линца има око 450.000 становника и друго је по величини у држави (после великог Беча). У граду живи велики број радника и студената из разних земаља света. Према подацима из 2012, у Линцу живи 10.000 Срба.

## Партнерски градови
- Шарлотенбург-Вилмерздорф
- Чешке Будјејовице
- Ченгду
- Gabès
- Хале
- Канзас Сити
- Gwangyang
- Linköping
- Линц ам Рајн
- Модена
- Albufeira
- Брашов
- Нижњи Новгород
- Норћепинг
- Сан Карлос
- Río San Juan
- Запорожје
- Тампере
- Ескишехир
- Горица
- Дунаујварош

## Галерија
- Градски дворац
- Нова катедрала
- Нибелуншки мост
- Савремени трамвај на градским улицама
- Стари Линц -Уршулинска црква
- Градски кеј
- Нови део града
- Еко-облакодер "Power Tower"
- Стара градска катедрала
- Познати градски вашар
- Градски ботанички врт